# 金融信用
金融信用（英語：credit），即提供贷款和产生债务。在许多场合，金融信用也可以指借债方偿还债务的信誉和能力。信用意指一個人能夠先取得金錢或是商品，日後再行付款的限度。
信用产生的另一种方式是商品交易过程中的延迟付款。在延遲期限前還清欠款，就是正面的信用紀錄，所以時常欠款又還清的人反而比不曾借錢動用信用的人有更好紀錄「成績」，信用額度也更容易擴大。
如果過時限借錢不還稱為违约。對象是金融機構的話，個人违约状况會被在信用資訊的数据库（例如台灣的財團法人金融聯合徵信中心、香港的環聯信貸評級）註記，各家金融機構於承作借款業務前都會先查詢。在多數國家，违约严重时再次向合法金融機構借款会很困难，直到协议或法庭作出判決后得到解决。而即使已還款，違約記錄的註記也可能會揭露數年的時間。。
台灣的財團法人金融聯合徵信中心，則提供一般民眾查詢「個人信用報告」之服務。而自己查詢信用紀錄，不同於由金融機構查詢，是不會影響到信用評分的。